# 柯本 (嘉靖進士)
柯本（1517年—？），字正之，號龍山，福建興化府莆田縣人，民籍，明朝政治人物。

## 生平
柯维羆次子，嘉靖十九年（1540年）庚子科福建鄉試第三十六名舉人，二十九年（1550年）中式庚戌科會試第五十四名，二甲第四十七名進士。授南京户部主事，分司凤阳，抵御流寇有功，中都有碑，临淮立祠，升兵部员外郎，出为两浙佥宪，治绩载在郡志。贬任澧州同知。

## 家族
曾祖柯暄，贈大理寺評事；祖父柯英，徽州府知府；父柯維羆，知縣。母盧氏。永感下。一子柯燫。